# حمله به مقر فرماندهی انتظامی راسک
حمله به مقر فرماندهی انتظامی راسک در ساعت ۲ بامداد روز جمعه ۲۴ آذر ۱۴۰۲ توسط عوامل مسلح گروه جیش العدل انجام شد. ۲ نفر از مهاجمان پس از درگیری با پلیس کشته و تعدادی نیز متواری شدند؛ در این درگیری ۱۱ مأمور پلیس کشته و ۸ نفر دیگر زخمی شدند.

## واکنش‌ها
- سازمان ملل متحد استفان دوجاریک، سخنگوی دبیر کل سازمان ملل متحد روز جمعه، ۲۴ آذر، حمله مسلحانه‌ به یک مقر فرماندهی انتظامی در راسک را «به‌شدت محکوم» کرد و خواستار مجازات عاملان آن شد.[۴]